# La Neuville-du-Bosc
La Neuville-du-Bosc é uma comuna francesa na região administrativa da Normandia, no departamento de Eure. Estende-se por uma área de 14,77 km². Em 2010 a comuna tinha 682 habitantes (densidade: 46,2 hab./km²).